# ستيف هاردينغ
ستيف هاردينغ (بالإنجليزية: Steve Harding)‏ (23 يوليو 1956 ببرستل في المملكة المتحدة - ) هو لاعب كرة قدم بريطاني في مركز قلب الدفاع. لعب مع غريمسبي تاون ونادي بريستول روفيرز ونادي بريستول سيتي ونادي برينتفورد ونادي ساوثيند يونايتد وMangotsfield United F.C. ‏ ونادي باث سيتي ونادي غلوستر سيتي وTrowbridge Town F.C. ‏.